# Pangolin javanais
Manis javanica · Pangolin malais
Espèce
Statut de conservation UICN

 CR A2d+3d+4d : 
En danger critique
Statut CITES
Le Pangolin javanais ou Pangolin malais (Manis javanica) est une espèce de pangolins, mammifères insectivores de la famille des Manidae, vivant en Asie du Sud-Est.
C’est un animal au corps allongé, couvert d’écailles kératineuses, semi-arboricole. Le jour, il dort aussi bien dans des terriers que dans des cavités d’arbres, ou dans les branches de palmiers à huile. La nuit, il sort pour chasser fourmis et termites. Il utilise sa longue langue collante pour capturer ses proies, au sol ou dans la canopée forestière.
L'Union internationale pour la conservation de la nature (UICN) l'a classé dans les « espèces en danger critique d'extinction ». Depuis des siècles, le pangolin javanais a été un gibier de subsistance pour les indigènes ou les communautés locale d’Asie du Sud-Est. Ses écailles ont aussi été utilisées localement comme remède ou pour se protéger contre la magie maléfique. Mais une forte demande d’écailles venue des médecines traditionnelles chinoise et vietnamienne à partir des années 1990 a provoqué l’abandon de la consommation locale au profit du commerce international illicite qui offrait des prix beaucoup plus élevés. Une surexploitation a causé en quelques décennies l'effondrement des populations.
Présent sur le grand marché humide de Wuhan, ce Pangolin est l'une des espèces soupçonnées d'avoir été celle au sein de laquelle un coronavirus sauvage s'est humanisé pour devenir celui de la COVID-19 et ensuite donner la pandémie de COVID-19 qui a démarré en Chine en 2019.

## Dénominations

### Étymologie
Le nom de genre Manis L., vient du latin Mânes « esprit des morts, fantôme » en raison des mœurs nocturnes du pangolin. L’épithète spécifique javanica vient du toponyme Java.
En français, le nom commun pangolin vient d’un mot malais penggoling, signifiant « celui qui s’enroule ». En malais moderne, c’est teggiling. Le terme a été introduit en français par Buffon dans son Histoire naturelle (tome X) en 1763.

### Histoire de la nomenclature
Le nom Manis javanica a été créé en 1822 par le zoologue Anselme Gaëtan Desmarest dans l’Encyclopédie méthodique (publié en 1820 ?). Il y décrit un spécimen recueilli à Java par Leschenault de Latour.

## Caractéristiques

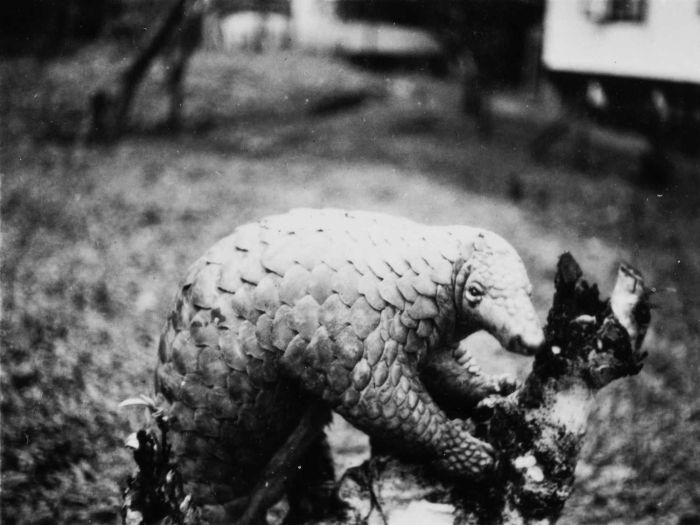
Pangolin javanais (1932).

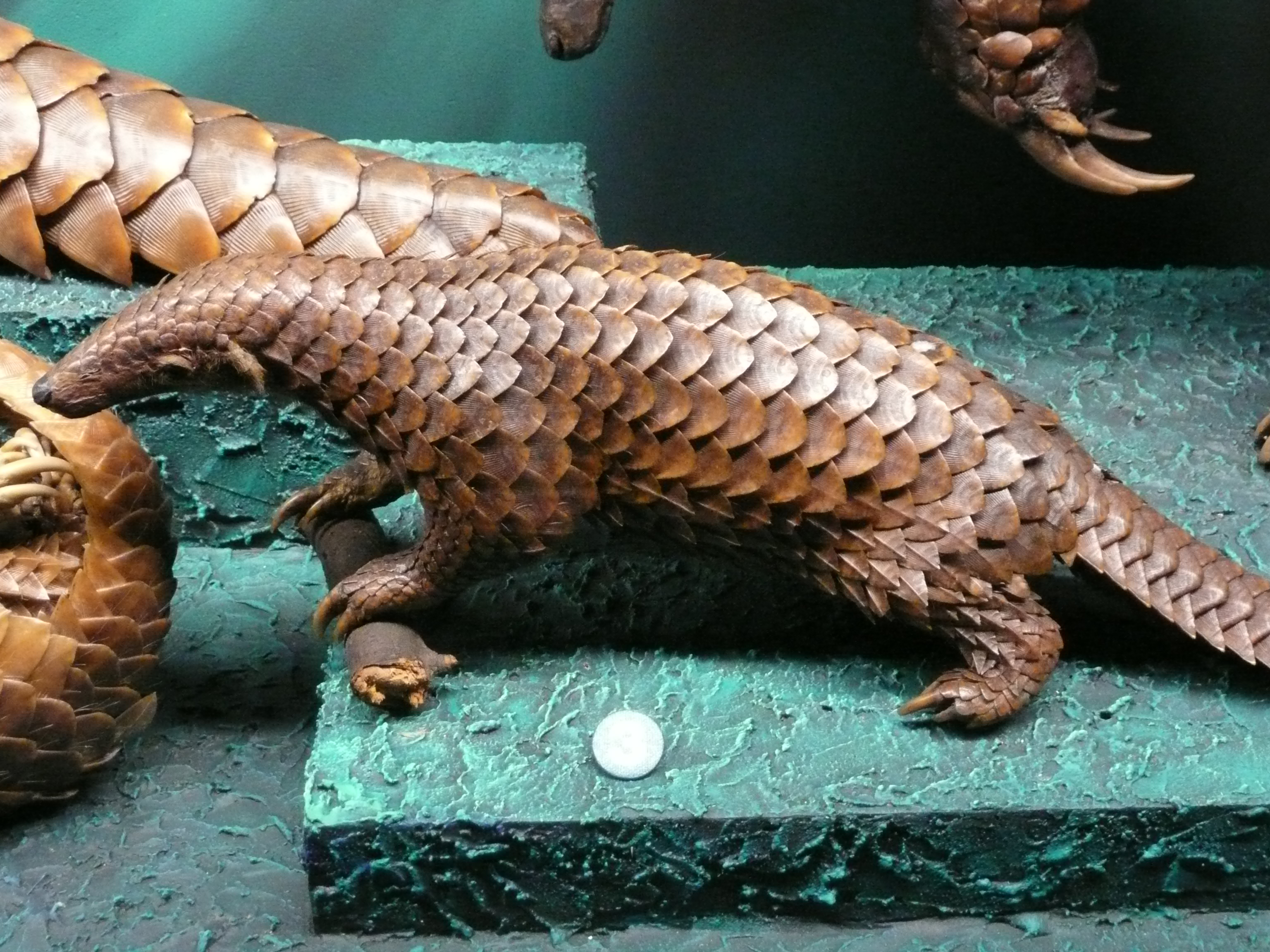
Pangolin javanais (Manis javanica) au Muséum d'histoire naturelle de Genève.

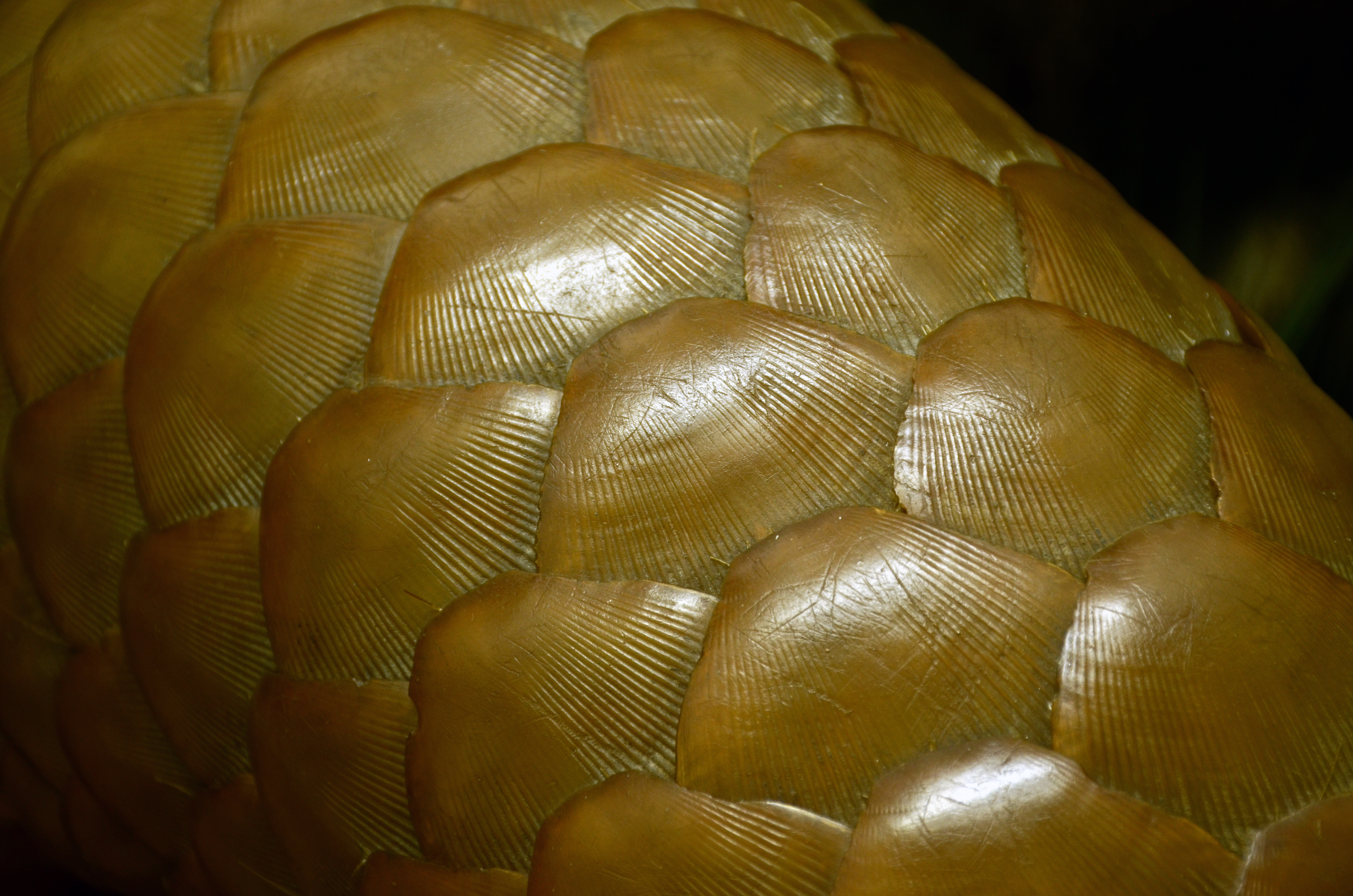
Écailles striées de pangolin javanais

Selon Chong et al. (2019) le Pangolin javanais se caractérise par :
- Taille : la longueur moyenne totale des mâles est 102 cm (de 37 à 137 cm), celle des femelles est de 90 cm (de 32 à 140 cm)[5]
- Masse : la masse corporelle moyenne du mâle est de 5 kg (entre 2,8 et 9,1 kg), celle de la femelle de 4,5 kg (de 2,9 à 6,3 kg)[4]
- Queue : la longueur moyenne est de 49,5 cm (intervalle de11-68 cm) pour le mâle et de 42,2 cm (intervalle de 15-72 cm) pour la femelle[5]
- Vertèbre : nombre : 61, caudale :29-30

Le pangolin malais fait en général une masse de 4 à 7 kg pour une longueur totale allant jusqu'à 140 cm (Chong et al.) mais des individus beaucoup plus gros ont été trouvés, de 13,5 kg  et même de 21 kg.
L’espèce est sexuellement dimorphique : les mâles sont un peu plus gros que les femelles.
Son corps est couvert d’écailles kératineuses, dures, se chevauchant, de forme trapézoïdale à extrémité arrondie, croissant à partir de la peau et dont le bord distal est coupant. Elles couvrent les faces dorsale et latérales du corps, les faces dorsale et ventrale de la queue, les côtés extérieurs des membres mais elles sont absentes sur la gorge et le ventre et sur les surfaces intérieures des membres. Les écailles de la tête sont plus petites et absentes sur le museau et les côtés de la tête. Il y a 15-19 rangées d’écailles transversales, et 15-21 longitudinales. Sur les membres postérieurs et les flancs, les écailles sont striées et carénées.
Les écailles sont de couleur brun olive à brun gris sombre. Quelques poils poussent à leur base.
La queue est préhensile : le pangolin javanais l'utilise pour grimper aux arbres. La tête et le cou forment un cône fuselé dans le prolongement du corps. Les yeux sont petits mais très expressifs. Le pavillon de l’oreille est réduit à une crête verticale épaissie de tégument.
Les mâchoires sont allongées et dépourvues de dents. Le museau fin, allongé, presque cylindrique est tronqué. La langue recouverte d'une substance collante peut être étendue de 25 cm pour attraper une proie.
Les quatre membres possèdent 5 doigts et des coussinets granulaires. Les doigts se terminent par des griffes, la troisième étant la plus puissante, la première et la cinquième sont rudimentaires et non-fonctionnelles. Les griffes des membres postérieurs sont presque aussi longues que celles des membres antérieurs.
Une paire de grosses glandes anales sont situées dans la région anale. Les femelles ont une paire de mamelles pectorales.
La température corporelle est régulée à 33-35 ° C.
Le Pangolin malais peut être distingué du Pangolin de Chine par son corps plus mince, sa queue plus longue, ses pavillons d’oreilles plus petits, et ses griffes plus petites sur les membres antérieurs.

## Écologie et comportement
Le peu de choses connues sur l’écologie du Pangolin javanais vient des recherches menées à Singapour où Lim a fait un suivi d’adultes mâles dans l’île de Pulau Tekong au large de la cité-État. Le domaine vital des mâles a été estimé 41 ha (sous forme d’un polygone convexe minimum). Celui d’une femelle a été estimé à 7 ha, sachant qu’une distorsion a pu résulter du fait qu’elle portait un juvénile sur le dos. Les mâles sont territoriaux et défendent leur domaine.
Pour s’abriter le pangolin malais utilise des terriers ; il peut aussi se faire une tanière à l'intérieur de cavités dans les arbres vivants ou tombés à terre, dans des touffes de grandes graminées comme Imperata cylindrica ou dans les branches des palmiers à huile des plantations commerciales. Les mâles adultes utilisent le même site de repos durant seulement un ou deux jours consécutifs alors que les femelles s’occupant d’un jeune sont très fidèles à leur site de repos.
Il utilise sa longue langue pour boire et pour manger termites et fourmis. Il avale également des petits cailloux pour aider sa digestion. À Singapour, les mâles passent environ deux fois plus de temps à manger des fourmis (67 %) que des termites (32,9 %). Les durées de nourrissage sont des séquences courtes d’environ 2 min. Ces séquences sont plus longues quand le pangolin attaque une fourmilière ou une termitière. Il consomme 11 espèces de fourmis différentes mais ses préférences vont à Polyrhachis spp. et Anoplolepis gracilipes. Il peut déployer de grands efforts pour monter dans un arbre pour atteindre un nid de fourmis tisserandes Oecophylla smaragdina.

Les prédateurs du pangolin malais sont le tigre (Panthera tigris), le léopard (Panthera pardus), la panthère nébuleuse (Neofelis nebulosa), le python réticulé (Malayopython reticulatus), l’ours malais (Helarctos malayanus) et les chiens sauvages.

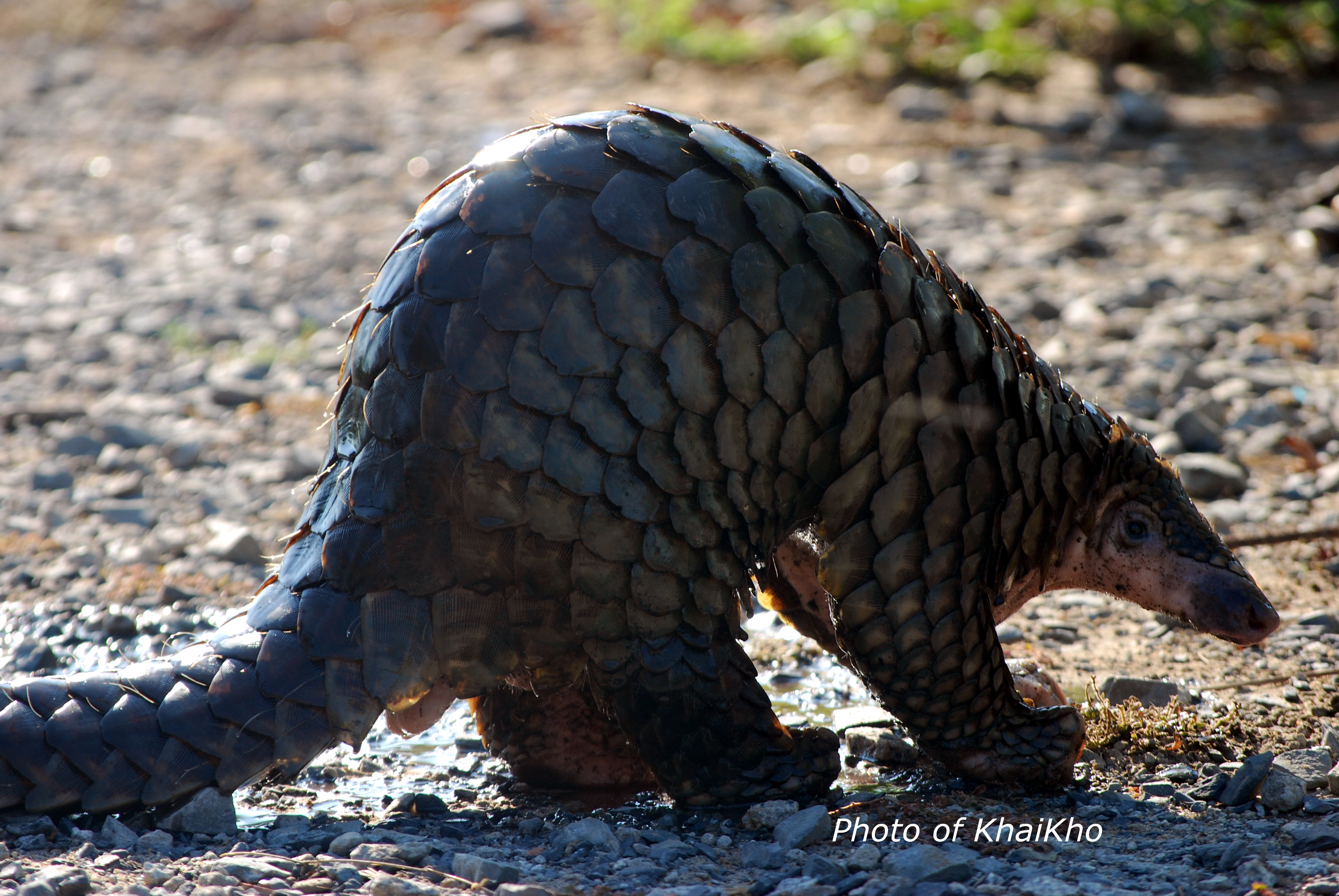
Manis javanica (Vietnam)

Comme tous les Pangolins, le pangolin javanais est solitaire, sauf quand la femelle est accompagnée de son petit.
Les interactions sociales sont commandées par les odeurs, notamment les marquages odorants faits d’urine et de sécrétions des glandes anales qui portent des informations sur l’état sexuel et la santé.
Le pangolin malais grimpe aux arbres et se maintient sur les branches en enroulant sa queue autour des branches. C’est un excellent grimpeur.
Il est aussi très agile au sol où il marche sur ses quatre pattes et peut se redresser sur les pattes postérieures pour renifler dans différentes directions afin de détecter des proies, d’autres pangolins ou des prédateurs.
Le pangolin malais est aussi un excellent nageur qui a été vu en train de traverser une rivière ou de nager en mer d’une île à l’autre. Il peut se glisser dans l’eau à partir du sol ou se laisser tomber d’une branche à 2 m au-dessus de l’eau.
Le pangolin mène une vie surtout nocturne, dormant la journée dans la fourche d'un arbre parmi des feuilles ou dans un terrier. Lim estime la durée moyenne d’activité quotidienne d’un mâle adulte à 2 heures trois-quarts et d’une femelle avec un petit à 2 heures. En captivité au Vietnam, Challenger et al.  ont observé des pics d’activités nocturnes entre 18 h et 21 h et par intermittence entre 17 h et 05 h.
Il cherche des proies au sol ou dans la canopée des arbres, en utilisant son sens olfactif développé. Quand il a trouvé une fourmilière, il la fourrage et l’ouvre avec ses griffes avant, et projette sa longue langue collante pour ramener des fourmis et des œufs.
Animal timide qui lorsqu’il se sent menacé, s’immobilise. Et suivant le type de menaces, il cherchera refuge dans un arbre ou se recroquevillera en boule. Dans ce dernier cas, le coussinet glandulaire à l’extrémité de la queue s’accroche à une écaille post-scapulaire et il est pratiquement impossible de l’ouvrir.   

### Reproduction
La reproduction est soupçonnée d’avoir lieu tout au cours de l'année. La femelle pangolin donne naissance à deux bébés par an. Les jumeaux sont très rares.
En captivité, plusieurs accouplements ont lieu quand la femelle est en œstrus. La gestation dure environ six mois.
Le suivi d’une femelle et de son petit dans leur habitat naturel dans l’île de Pulau Tekong au large de Singapour a pu être mené par radiotracking et des appareils photo déclenchés par infra-rouge placés à l’entrée des terriers. La compilation des données sur 30 jours, donne un pic d’activité quotidienne entre 3 h et 6 h du matin, et de petites séquences d’activité durant le jour. La femelle a utilisé trois tanières toutes situées dans une cavité d’arbre, délimitant un domaine d’activité d’environ 6 ha. Les soins maternels durent de 3 à 4 mois. Au début, la femelle laissait son petit dans le nid quand elle partait chasser. Au bout de trente jours, le jeune a commencé à explorer les abords de la tanière. Le second et troisième mois, il accompagne sa mère lors des sorties et en se faisant porter sur la base de sa queue.
La maturité sexuelle des jeunes mâles pourrait avoir lieu à un an et demi, celle des femelles vers un an.

## Habitat
Le Pangolin malais vit dans des habitats très variés : les forêts tropicales primaires et secondaires, les forêts sempervirentes, les forêts marécageuses, les monocultures des plantations de palmiers à huile et d’hévéas, les jardins des zones urbaines. L’espèce est donc capable de s’adapter à des modifications de son habitat à condition d’y trouver suffisamment de proies et de ne pas y être indûment persécutée.

## Répartition
Cette espèce est largement répartie en Asie du Sud-Est, sauf les Philippines :
Myanmar (régions centrale et du sud, ainsi que dans l’État Karen), Thaïlande (à l’Ouest, dans des parcs nationaux), au Laos (partout sauf dans le Nord et Nord-Est), Cambodge (largement distribué), Vietnam (régions du Centre et du Sud), Malaisie (péninsule malaise et régions malaisiennes de Bornéo, Sabah et Sarawak), Singapour (dans les îles adjacentes), Indonésie (Kalimantan, Java, Sumatra, Bali).

## Relations avec l'espèce humaine

### Statut de conservation et menaces

#### Statut
La population de pangolins malais est en déclin dans de nombreuses régions de son aire de distribution.
La seule population à avoir été évaluée est celle de Singapour : il y avait 1 046 individus en 2019.
Au Myanmar, la population a été extirpée des plaines par l’expansion des terres agricoles et la chasse. Dans tout le reste du pays, il est victime de la chasse pour l’exportation illégale vers la Chine. En Thaïlande, l’espèce a de même été éradiquée des plaines et est considérée comme rare. Au Laos, les communautés locales ont évalué que le déclin des populations entre 1960 et 1990 a atteint 99 %. Au Vietnam, les chasseurs locaux rapportent un déclin sévère dans les années 1990 et 2000. Au Cambodge, d’après les chasseurs locaux, l’espèce a été extirpée de multiples zones protégées. En Malaisie, les populations ont décliné dans les années 1980 et 1990 en raison de la pression de chasse pour le commerce. Il y a peu de données pour l’Indonésie mais l’amplitude du commerce illégal suggère que l’espèce y est menacée.
L'Union internationale pour la conservation de la nature (UICN) l'a classé en 2019 dans les espèces en danger critique d'extinction en raison d’une surexploitation.
L’espèce est en « danger critique » en Malaisie et à Singapour, et « en danger » au Vietnam. Au Cambodge, elle est « rare ».
Dans tous les États de la distribution, le pangolin javanais est une espèce protégée, ce qui signifie que l’exploitation personnelle et commerciale est interdite.   

#### Menaces
La principale menace est la surexploitation résultant d’une chasse et d’un braconnage insoutenables. Les méthodes de capture comprennent les pièges, les filets et les chiens.
Depuis des siècles, le pangolin javanais a été un gibier de subsistance pour les indigènes ou les communautés locales. Il a été signalé comme un des aliments préférés des Dayaks de Sabah ou des Orang Asli dans la péninsule de Malaisie. Dans certaines régions de Malaisie, on attribue aux écailles le pouvoir de guérir l’asthme et de protéger des sorciers. En Indonésie, elles garantissent aussi une protection contre la magie maléfique. Au Vietnam, les pangolins javanais (comme les pangolins de Chine) sont exploités historiquement pour leur chair et leurs écailles. La consommation dans les grands centres urbains se fait dans des restaurants haut de gamme où ils sont vendus très cher. À Ho Chi Minh Ville, en 2018, ils sont proposés au prix de 700 US$/kg. L’animal est vendu en entier et payé au poids. Il peut être tué devant les consommateurs, son sang mélangé avec de l’alcool est bu en attendant que la viande soit servie.
L’utilisation en médecine traditionnelle des écailles existe au Myanmar, Malaisie, Indonésie et Vietnam. En Chine, où la médecine savante ancienne est très révérée, les premières mentions de son utilisation remontent à un ouvrage de l’alchimiste taoïste Tao Hongjing du VIe siècle. Actuellement, les écailles sont réputées débloquer les caillots sanguins, stimuler la circulation sanguine et favoriser la lactation. Début 2020, elles sont utilisées dans plus de 60 agents curatifs, produits et commercialisés par plus de 200 sociétés pharmaceutiques, selon un rapport de la fondation China Biodiversity ans Green Development. La prise de conscience des effets catastrophiques de cette médecine sur les populations mondiales de pangolins ont fait réagir le professeur Lao Lixing, de l’École de Médecine chinoise de l’Université de Hong Kong qui a déclaré lors d’une conférence de conservation que « beaucoup de plantes médicinales ont le même effets que les écailles de pangolin ». Il a expliqué que l’industrie de la Médecine traditionnelle chinoise (MTC) associe les qualités d’un ingrédient avec le comportement de l’animal : les pangolins « vont à travers le sol, aussi est-il pensé que [leurs écailles] vont à travers les vaisseaux » a dit le Prof. Lao en se référant au système des méridiens, à travers lesquels le flux de l’énergie circule suivant la MTC (pour plus d’informations voir Pangolin et MTC).
Il est difficile de distinguer une utilisation locale d'une utilisation internationale, mais des preuves indiquent que, dans de nombreux endroits, la consommation locale est abandonnée au profit de la vente des animaux dans le commerce illégal en raison des prix élevés que les chasseurs peuvent obtenir. Dans certaines régions d’Asie du Sud-Est, la vente d’un pangolin fournit l’équivalent de plusieurs mois de revenus (D. Challender, données non publiées).
Le trafic international de la peau et des écailles de pangolin existe depuis le milieu du XXe siècle. Il a été évalué à plusieurs dizaines de milliers d’individus par an. Entre 2000 et 2019, le pangolin javanais a été la principale espèce de pangolins saisie par les douaniers dans tous les États de la distribution. Durant cette période, Challender et al estiment que plus de 200 000 pangolins javanais ont été l’objet d’un trafic à destination de la Chine et du Vietnam. Entre 2007 et 2009, une organisation criminelle a exporté illégalement plus de 22 000 individus de Sabah (Malaisie) et en février 2019, les autorités de Sabah ont saisi 30 tonnes de pangolins javanais, morts ou vifs, ou sous forme d’écailles.
Du fait de la difficulté à l'élever en captivité, il n'existe pas de programme d'élevage conservatoire de cette espèce. Quatre institutions détiennent environ 27 individus, qui se reproduisent rarement : les centres de secours à la faune sauvage de Cikananga (Java) et de l'ONG Save Vietnam's Wildlife, ainsi que les parcs zoologiques Night Safari (Singapour) et de Saïgon.

### Zoonose
La pandémie de Covid-19 est partie de Wuhan en Chine et en quelques mois a touché la plupart des pays du monde. Elle est due à un coronavirus nommé SARS-CoV-2 dont l’hôte d’origine est présumé être une chauve-souris Rhinolophus affinis et l’hôte intermédiaire un pangolin javanais .
Ce pangolin fait partie des animaux dont la protéine-cible du nouveau coronavirus pandémique de 2019, l'ACE2 (selon sa modélisation de protéines), est adaptée à ce virus.
Présent sur le grand marché humide de Wuhan ce pangolin est l'une des espèces soupçonnées d'avoir été celle au sein de laquelle un coronavirus sauvage s'est humanisé pour devenir celui de la Covid-19 et ensuite donner la pandémie de Covid-19 qui a démarré en Chine en 2019.